# Midnight movie (catégorie de films)
Pour les articles homonymes, voir Midnight movie.

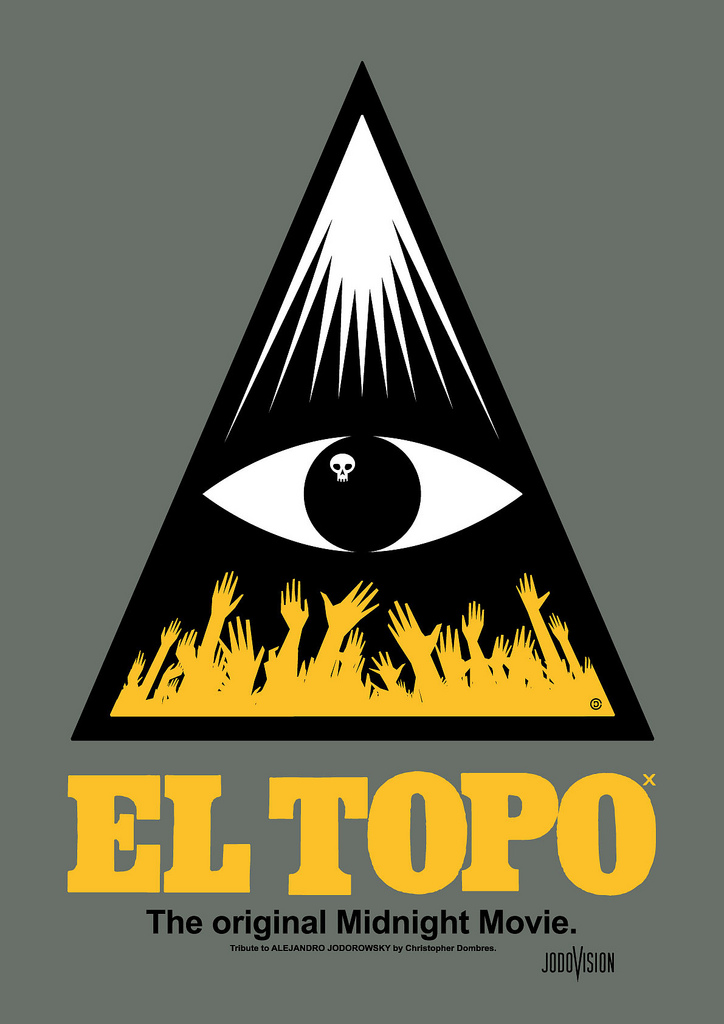
El Topo (1970), un film culte emblématique des Midnight movies.

Le midnight movie (ou film de minuit) est une catégorie de films à petit budget diffusés tard le soir au cinéma dans les séances de minuit ou par les chaînes de télévision locales aux États-Unis à partir des années 1950. Ce phénomène de la diffusion à minuit de films s'est répandu au début des années 1970 dans les agglomérations urbaines telles que New York, pour ensuite se propager dans tout le pays. 
En marge des productions hollywoodiennes (et ne pouvant donc pas bénéficier de gros budgets), ces films étranges, kitsch, provocants, défiaient les conventions de l'époque. La diffusion de films décalés à minuit avait pour finalité de développer une audience pour ces films, en encourageant les rediffusions multiples au sein d'une contre-culture. La diffusion s'appuyait beaucoup sur le bouche à oreille, les tentatives de mise dans le circuit traditionnel s'avérèrent d'ailleurs infructueuses. Certains de ces films sont aujourd'hui considérés comme cultes.
Le succès national du Rocky Horror Picture Show et les mutations de l'industrie cinématographique ont modifié la nature de ce phénomène et dans le contexte des changements culturels et politiques des années 1980, il est devenu un exercice de style et s'est rapproché de sa forme télévisée qui porte le même nom. Le terme «midnight movie » peut être entendu comme un synonyme de film de série B.

## Exemples
- La Monstrueuse Parade de Tod Browning (1932).
- Reefer Madness de Louis Gasnier (1936).
- La Nuit des morts-vivants de George A. Romero (1968),
- El Topo d'Alejandro Jodorowsky (1970),
- Harold et Maude de Hal Ashby (1971).
- Tout, tout de suite (The Harder They Come) de Perry Henzell (1972),
- Pink Flamingos de John Waters (1972),
- The Rocky Horror Picture Show de Jim Sharman (1975),
- Le Graphique de Boscop de Sotha et Georges Dumoulin (1976).
- Eraserhead de David Lynch (1977).
- Asparagus de Suzan Pitt (1979).
- Hedwig and the Angry Inch de John Cameron Mitchell (2001)

## Documentaire
- Midnight Movies: From the Margin to the Mainstream (en) de Stuart Samuels (Canada, États-Unis, 2005, 86 min)